# Žirje (Šibenik)
Žirje falu Horvátországban Šibenik-Knin megyében. Közigazgatásilag Šibenikhez tartozik.

## Fekvése
Šibenik központjától légvonalban 21 km-re délnyugatra, Dalmácia középső részén, az azonos nevű sziget északkeleti partján, a Muna-öbölben fekszik. Žirje szigetének területe 15,08 km2, hosszúsága 12 km, partvonalának hossza 41,8 km. A mészkőből álló sziget középső részén nagy kiterjedésű, 108 hektáros termékeny mező található, mely a teljes sziget területének kétharmadát foglalja el.  A szigeten nyolc barlang is található. Legmagasabb pontja a Kapić 131 méter magas, melyen egy történelem előtti erődített település falai találhatók. A Vela glava nevű magaslatot középkori vár romjai uralják.

## Története
A szigetet egykor valószínűleg kiterjedt tölgyerdők borították, melyek termése a makk (horvátul: žir) lett a sziget névadója. Az ember már az ősidők óta megtelepedett itt, melyet két történelem előtti erődített település maradványa is jelez. Egyikük a sziget legmagasabb pontján a Kapićon, a másik a Stražán állt. Római villagazdaság romjai találhatók a sziget déli részéba nyúló Stupica-öbölben fekvő Šandrikov mul területén. A sziget stratégiai fekvése a 6. században arra ösztönözte I. Justinianus bizánci császárt, hogy a Stupica-öböl feletti Gradinán és a Mala Stupica-öböl feletti Gusternán várat építtessen. 1059-ben IV. Krešimir horvát király a szigetet a bencés szerzeteseknek adományozta. Ezt követően a bribiri grófok voltak a birtokosai, akik Murterrel együtt átengedték Zára városának, de lakói 1323-ban visszatértek Šibenik oltalma alá. Šibenik városával együtt 1412-ben szerezte meg a Velencei Köztársaság, miután még 1409-ben Nápolyi László magyar ellenkirály egész Dalmáciával együtt százezer aranydukátért eladta. A velencei uralom idején šibeniki nemes családok birtoka volt.
1572-ben a török teljesen elpusztította. Később jelentős katonai támaszponttá vált. Zvizdulje és a vela glavai támaszpont még az Osztrák–Magyar Monarchia idejében épült. A településnek 1857-ben 341, 1910-ben 661 lakosa volt. A település az I. világháború után rövid ideig az Olasz Királyság, ezután a Szerb-Horvát-Szlovén Királyság, majd Jugoszlávia része lett. Az olaszok a második világháború idején a Straža-hegyen építettek támaszpontot.  Az itt folyt harcokról és a sziget jelentőségéről az emlékművek tanúskodnak. A jugoszláv néphadsereg 1950-ben itt, a Koromašna-öbölbeli ütegek feletti Mikuljicin létesített parancsnokságot.
A sziget lakossága a délszláv háború idején is jelentős szerepet játszott. 1991. szeptember 16-án kitört a šibeniki hídért folyó csata. A JNA csapatai tankokkal és repülőgépekkel támadtak. A védők ellátásában az egész település lakossága részt vett. Lőszert, élelmiszert szállítottak, benzint vittek az aggregátorokhoz. A bevetések során nemcsak a harcteret, de magát a falut is támadták a repülőgépek. A szigeten öt helyen is tűz pusztított. Az oltásban a szomszédos Kaprije lakossága is részt vett, majd később a sziget védelmére osztagokat alakítottak belőlük az ágyúk kezelésére. A településnek 2011-ben 103 lakosa volt, akik főként a turizmusból éltek, de sokan foglalkoztak halászattal is.

## Lakosság
| Lakosság változása | Lakosság változása | Lakosság változása | Lakosság változása | Lakosság változása | Lakosság változása | Lakosság változása | Lakosság változása | Lakosság változása | Lakosság változása | Lakosság változása | Lakosság változása | Lakosság változása | Lakosság változása | Lakosság változása | Lakosság változása |
| ------------------ | ------------------ | ------------------ | ------------------ | ------------------ | ------------------ | ------------------ | ------------------ | ------------------ | ------------------ | ------------------ | ------------------ | ------------------ | ------------------ | ------------------ | ------------------ |
| 1857               | 1869               | 1880               | 1890               | 1900               | 1910               | 1921               | 1931               | 1948               | 1953               | 1961               | 1971               | 1981               | 1991               | 2001               | 2011               |
| 341                | 629                | 453                | 482                | 534                | 661                | 780                | 686                | 766                | 720                | 506                | 336                | 209                | 160                | 124                | 103                |

## Nevezetességei
- Szűz Mária tiszteletére szentelt plébániatemploma[4] 1480-ban épült. Ez a legrégebbi rész a mai templom apszisát képezi. A templom mai formájában 1891-ben épült, 1906-ban szentelték fel, 1964-ben megújították. Egyhajós épület, téglalap alakú apszissal, nyugat-keleti tájolással. A homlokzaton a portált kőkerettel látták el, amelyen gótikus díszítés látható, a profilozott áthidalón pedig egy félkör alakú párnára emlékeztető palmettát faragtak. A portál felett rozetta, felette az oromzatban egy kis kerek ablak található. A homlokzat tetején az oromzaton kétszintes, háromnyílású harangdúc található.
- A sziget két 6. századi bizánci erődje a Gradinán[5] és a Gušternán[6] áll. Utóbbit nem fejezték be teljesen, csak a ciszterna és a körítőfalak maradtak meg belőle. Mindkettőn feltárás előtti állagmegóvási munkákat végeztek.
- A plébániatemplom mellett négy kápolna is áll a szigeten: A Szent Miklós kápolna a Mikavica-öbölben, a Kisboldogasszony kápolna a Muna-öbölben, a Hétfájdalmú Szűzanya kápolna a Polje végében és egy kis kápolna a Mala Nozdra-öbölben található.
- A település búcsúünnepe Nagyboldogasszony (augusztus 15.), amikor a Szűzanya képét körmenetben viszik végig Žirjén.
- Az utóbbi időkben végzett régészeti feltárások során gazdag leletek (főként amforák) kerültek elő a Muna és a Koromašna-öböl közötti parti területről.
- A Koromačna-öböltől északnyugatra a tengerben egy jó állapotban megmaradt ősi hajóroncs található, jelentős amfora rakománnyal. A roncs sziklás lejtős tengerfenéken helyezkedik el 38–44 méter mélységben, lelőhely 17 x 8 méter nagyságú. Különösen fontos a lelőhely az amforák egyedi típusai miatt. A régészeti dokumentáció során 300 amforát találtak. A helyet teljes mértékben dokumentálták és védőhálóval védik.[7]
- A Kamešnjak Mali-szigettől keletre, Kakanj közelében, 9 – 28 m mélységben, egy részben sziklás lejtőn, részben homokos fenéken található lelőhelyen egy hajótörés maradványa található. Lambogia 2 típusú törött amforák két nagyobb csoportja es a hajószerkezet részei. A hajótörés az i. e. 1. században történt.[8]
- Žirjétől délnyugatra, az azonos nevű szigeten áll a Blitvenica-világítótorony.[9] A tornyot 1872-ben szabályosan faragott kőtömbökből építették. Földszintből, első emeletből és tetőtérből, valamint a délnyugati homlokzaton álló toronyból áll, amely nyolcszögletű csonka piramis alakjában magasodik ki a világítótorony épülete felett. Teteje profilozott kőtalapzattal végződik, amelyen fémből készített laternából áramlik a fény. A világítótorony kőkerítéssel van elkerítve.

## Fordítás
Ez a szócikk részben vagy egészben  a(z)   Žirje című horvát Wikipédia-szócikk ezen változatának fordításán alapul.  Az eredeti cikk szerkesztőit annak laptörténete sorolja fel. Ez a jelzés csupán a megfogalmazás eredetét és a szerzői jogokat jelzi, nem szolgál a cikkben szereplő információk forrásmegjelöléseként.